# 磯部町三ヶ所
磯部町三ヶ所（いそべちょうさんがしょ）は、三重県志摩市の大字。半農半漁の地域で、海女はいないが男性の海士が存在する。

## 地理
志摩市北部に位置する磯部地域の東部にある。住所上「磯部町三ヶ所」となる地区は3つに分かれて存在し、三ヶ所集落が形成されている三ヶ所本体は的矢湾南岸に位置する。このほか、的矢湾北岸に向井地と須崎の飛地がある。三ヶ所集落は雑木林に囲まれ、里・今里・西浜などに分かれる。
三ヶ所本体は、北から東にかけて的矢湾に面し、南は阿児町国府、西は磯部町坂崎と接する。飛地の向井地は北から東にかけて磯部町的矢、南から西にかけて磯部町山田と接し、洲崎は四方を磯部町的矢に囲まれている。海を隔てて北東に渡鹿野島（磯部町渡鹿野）が浮かぶ。

### 水産業
2008年（平成20年）現在の三ヶ所の漁業就業者は101人である。三ヶ所を管轄する鳥羽磯部漁業協同組合（JF鳥羽磯部）三ヶ所支所に所属する組合員は194人でうち正組合員は28人である。JF鳥羽磯部では2011年（平成23年）3月31日に坂崎・飯浜・穴川支所を閉鎖し、三ヶ所支所がその管内を引き継いだ。ノリ養殖と釣舟経営を主としている。
三重県教育委員会による2010年から2011年にかけての調査によれば、三ヶ所には9人の男性海士（全員が舟人海士）が存在する。年間操業日数は40日で、志摩市内の海士・海女のいる地域では最も短い。市内の他地域では1日の出漁回数・時間に制限があるが、三ヶ所では制限を設けていない。
上述の通り、三ヶ所は鳥羽磯部漁協の管轄地域であるが、三重外湾漁業協同組合の移動販売車「朝獲れ鮮魚便」の巡回地に含まれている。

## 歴史
三ヶ所では、室町時代以降の貝塚である三ヶ所貝塚が見つかっている。江戸時代には志摩国答志郡国府組に属し、三ヶ所村として鳥羽藩の配下にあった。『志陽略誌』などは「三箇所」と表記した。村高は近世を通して227石であった。50隻の船を所有し、うち商船が3隻、藻取り用のさっぱ船が11隻で、残りはちょろ船であった。近海で難破船が発生した場合は救助に向かい、廻船から手数料収入を得ていた。
明治以降、3度の合併を経験し、現在まで大字として存続している。学制発布により開校した三ヶ所学校は1887年（明治20年）に的矢小学校の分教場となり、1889年（明治22年）に本校へ統合され姿を消した。カキ養殖を行っていたが、1950年（昭和25年）を最後に行われなくなったが、1955年（昭和30年）2月の三重統計調査事務所『農林水産業表式調査』では「漁村で浅海養殖業に賃労働する集落」に分類された。ここでの「浅海養殖業」は真珠養殖を指し、1960年代には33戸が従事していた。1960年のチリ地震では三ヶ所と的矢間の筏160 - 170台が津波で流され壊滅的被害を受けた。
1961年（昭和36年）4月1日、三ヶ所保育所が認可を受けて開所、1993年（平成5年）にひのでが丘保育所に統合されるまで存続した。

### 沿革
- 1889年（明治22年）4月1日 - 町村制施行に伴い、答志郡的矢村大字三ヶ所となる。
- 1896年（明治29年）3月29日 - 答志郡が英虞郡と合併し、志摩郡的矢村大字三ヶ所となる。
- 1955年（昭和30年）2月11日 - 的矢村が度会郡神原村東部・志摩郡磯部村と合併し、志摩郡磯部町三ヶ所となる。
- 2004年（平成16年）10月1日 - 磯部町が志摩郡4町と合併し、志摩市磯部町三ヶ所となる。

### 地名の由来
諸説ある。
1. 大日・増谷・里の3つの集落から形成されていたことから[8]。なお、大日・増谷は後に無住地区となった[14]。
2. 須崎の鼻・口ナシ谷・里の3つの集落から移住してきたことから[8]。3集落の住民は同じ一族であり、一族の統一と飲料水の確保のために三ヶ所を開拓したものと推察される[14]。
3. 山田・坂崎・甲賀の3つの村の寄合地であったことから[8]。この3村は明治まで自由に三ヶ所村で薪をとっており、阿津摩里崎（あつまりざき）という地名も残っている[14]。

## 世帯数と人口
2019年（令和元年）7月31日現在の世帯数と人口は以下の通りである。
| 町丁         | 世帯数  | 人口  |
| ------------ | ------- | ----- |
| 磯部町三ヶ所 | 132世帯 | 256人 |

### 人口の変遷
1746年以降の人口の推移。なお、2005年以後は国勢調査による推移。
| 1746年（延享3年）  | 275人 | [ 8 ]      |  |
| 1880年（明治13年） | 433人 | [ 3 ]      |  |
| 1908年（明治41年） | 521人 | [ 8 ]      |  |
| 1960年（昭和35年） | 647人 | [ 15 ]     |  |
| 1980年（昭和55年） | 433人 | [ 1 ]      |  |
| 2005年（平成17年） | 341人 | [ WEB 8 ]  |  |
| 2010年（平成22年） | 318人 | [ WEB 9 ]  |  |
| 2015年（平成27年） | 273人 | [ WEB 10 ] |  |

### 世帯数の変遷
1746年以降の世帯数の推移。なお、2005年以後は国勢調査による推移。
| 1746年（延享3年）  | 59戸    | [ 8 ]      |  |
| 1880年（明治13年） | 88戸    | [ 3 ]      |  |
| 1908年（明治41年） | 82戸    | [ 8 ]      |  |
| 1960年（昭和35年） | 135世帯 | [ 15 ]     |  |
| 1980年（昭和55年） | 122世帯 | [ 1 ]      |  |
| 2005年（平成17年） | 123世帯 | [ WEB 8 ]  |  |
| 2010年（平成22年） | 122世帯 | [ WEB 9 ]  |  |
| 2015年（平成27年） | 107世帯 | [ WEB 10 ] |  |

## 学区
市立小・中学校に通う場合、学区は以下の通りとなる。
| 番・番地等 | 小学校             | 中学校             |
| ---------- | ------------------ | ------------------ |
| 全域       | 志摩市立鵜方小学校 | 志摩市立文岡中学校 |

かつては、三ヶ所の児童・生徒は船で対岸の的矢にある的矢小学校（2016年3月31日閉校）・的矢中学校（2013年3月31日閉校）へ通学していた。

## 交通

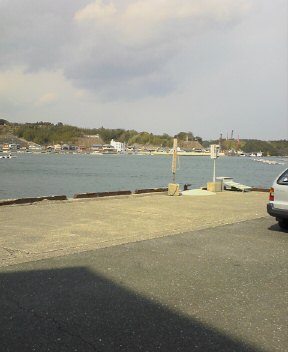
三ヶ所船乗り場

阿児町国府から磯部町三ヶ所・磯部町的矢を経て青峰山に至る経路は、近世に主要路であった。

### 陸上交通
鉄道
鉄道は通っていない。最寄駅は阿児町鵜方にある近鉄志摩線鵜方駅。
コミュニティバス
三ヶ所（県道船乗場）バス停
- ■磯部地域予約運行型バス「ハッスル号」うみルート 磯部支所
- ■磯部地域予約運行型バス「ハッスル号」うみルート 鵜方駅

道路
- 三重県道128号鳥羽阿児線 - 通称「パールロード」[1]。飛地の向井地を通過し、的矢湾大橋を越え、三ヶ所北西部[1]、坂崎との境界付近を南北に通る。
- 三重県道129号磯部大王自転車道線 - 三ヶ所南部を北西 - 南東方向に通る自転車道。
- 三重県道750号阿児磯部鳥羽線 - 三ヶ所を南北に通る一般県道。

### 海上交通
以下のほか、1985年（昭和60年）7月1日まで近鉄志摩観光汽船により、磯部町穴川との間を約40分で結ぶ定期船が運航されていた。
- 県道船 - 三重県道750号阿児磯部鳥羽線の一部で、磯部町三ヶ所 - 磯部町的矢間を無料で結んでいる[WEB 13]。

## 施設
| - 三ヶ所区民センター - 鳥羽磯部漁業協同組合三ヶ所支所 - フィッシングセンターマンボウ | - 永田渡船 - 釣宿三ヶ所 - 志州建設株式会社 |

### 寺社
- 阿津摩利崎神社 - 三ヶ所の鎮守[8]。字里にあり、近代社格制度に基づく旧社格は村社[19]。祭神は国狭槌尊とされていたが、合祀時に五男三女神とされた[19]。1908年（明治41年）11月25日に的矢村神社に合祀された[19]。境内社に八雲神社・若宮社・神明社があった[19]。
- 大日山栖雲寺 - 字里にある[20]、曹洞宗永平寺派の仏教寺院[8]で、常安寺の末寺[20]。寛政2年（1790年）に常安寺の僧・用仙が再興した[20]。境内に毘沙門堂・庚申堂・大日堂などの堂宇がある[20]。
- 大日堂 - 字西が浦にある、本尊を大日如来とする堂[21]。周辺に人家はないが、かつては集落を形成していた[21]。旧暦の1月28日と5月28日に大漁を祈願する大日祭が開かれる[WEB 14]。堂内には文政7年（1824年）作の天井絵馬がある[WEB 14]。

## その他

### 日本郵便
- 郵便番号 : 517-0211[WEB 3]（集配局：磯部郵便局[WEB 15]）。